# Monolistra spinosa
Monolistra (Microlistra) spinosa là một loài chân đều trong họ Sphaeromatidae. Loài này được Racovitza miêu tả khoa học năm 1929.